# آئوروس سنات
آئوروس سِنات (روسی: Aypyc Сенат) یک خودروی لوکس فول‌سایز است که توسط شرکت خودروسازی روسی آئوروس موتورز و با توسعه نامی اتوموتیو در مسکو ساخته شده است. این خودرو به‌عنوان «خودروی رسمی ریاست‌جمهوری روسیه» مورد استفاده قرار می‌گیرد.
طراحی ظاهری آئوروس سِنات به‌صورت رترو انجام شده و الهام‌گرفته از لیموزین زدآی‌اس-۱۱۰ در دوران اتحاد جماهیر شوروی است که نخستین‌بار در سال ۱۹۴۵ معرفی شده بود.

## تاریخچه
نخستین استفاده شناخته‌شده از خودروی آئوروس سِنات در مراسم تحلیف ولادیمیر پوتین، رئیس‌جمهور روسیه، در سال ۲۰۱۸ انجام شد. این خودرو سپس در نمایشگاه بین‌المللی خودروی مسکو در سپتامبر ۲۰۱۸ به‌طور عمومی به نمایش درآمد. خودروهای سری کورتژ (به روسی: Единая модульная платформа یا ЕМП، به‌معنای «پلتفرم ماژولار یکپارچه») قرار بود از اواخر سال ۲۰۱۸ برای صادرات به خاورمیانه و چین عرضه شوند. نسخه غیرحکومتی خودروی سِنات توسط یک سرمایه‌گذاری مشترک بین نامی اتوموتیو و شرکت لی‌آز تولید می‌شود. در ابتدا، قیمت پیش‌بینی‌شده برای فروش حدود ۱۰ میلیون روبل (حدود ۱۶۰ هزار دلار آمریکا) بود، اما در سال ۲۰۲۱، پیش از آغاز تحویل رسمی، قیمت‌ها به بیش از ۲۰ میلیون روبل (حدود ۳۰۰ هزار دلار آمریکا) افزایش یافت. آئوروس سِنات بخشی از سری خودروهای کورتژ است که قرار است در نهایت شامل یک ون و یک شاسی‌بلند نیز بشود.
در ۲۰ فوریه ۲۰۲۴ گزارش شد که کیم جونگ اون، رهبر کره شمالی، یک دستگاه سِنات را به‌عنوان هدیه‌ای از سوی ولادیمیر پوتین دریافت کرده است؛ اقدامی که کره جنوبی آن را ناقض تحریم‌های سازمان ملل (که شامل ممنوعیت صادرات برخی وسایل نقلیه از جمله خودروهای لوکس است) دانست. در اواسط مارس ۲۰۲۴، تلویزیون کره شمالی تصاویری منتشر کرد که نشان می‌داد کیم جونگ اون در حال استفاده از این خودرو برای حضور در یک رویداد نظامی است. همچنین در تاریخ ۱۹ ژوئن ۲۰۲۴، پوتین برای بار دوم یک دستگاه دیگر از این خودرو را به او هدیه داد. از دیگر دارندگان شناخته‌شده خودروهای لوکس آئوروس می‌توان به سردار بردی‌محمداف (رئیس‌جمهور ترکمنستان) و قربانقلی بردی‌محمداف (رئیس فعلی شورای خلق ترکمنستان) اشاره کرد.

## طراحی
توسعه خودروی آئوروس سِنات از سال ۲۰۱۳ آغاز شد و تولید رسمی آن، در دو نسخه غیرحکومتی اس۶۰۰ و نسخه رسمی ال۷۰۰، از سال ۲۰۲۱ در کارخانه سولرس واقع در یلابوگا آغاز گردید. در فرآیند توسعه موتور این خودرو، دو شرکت پورشه و بوش نیز مشارکت داشتند.

## نسخه‌ها
نسخه لیموزین ضدگلوله این خودرو به یک موتور هشت سیلندر به حجم ۴.۴ لیتر مجهز است که توسط نامی اتوموتیو طراحی و توسعه یافته. در ادامه، نسخه‌ای قوی‌تر با موتور ۱۲ سیلندر به حجم ۶.۶ لیتر و توان ۸۵۰ اسب‌بخار (۶۳۴ کیلووات) نیز به بازار عرضه شد.
در سال ۲۰۲۴، خودروی آئوروس سِنات یک فیس‌لیفت (بازطراحی ظاهری) دریافت کرد.

## نگارخانه

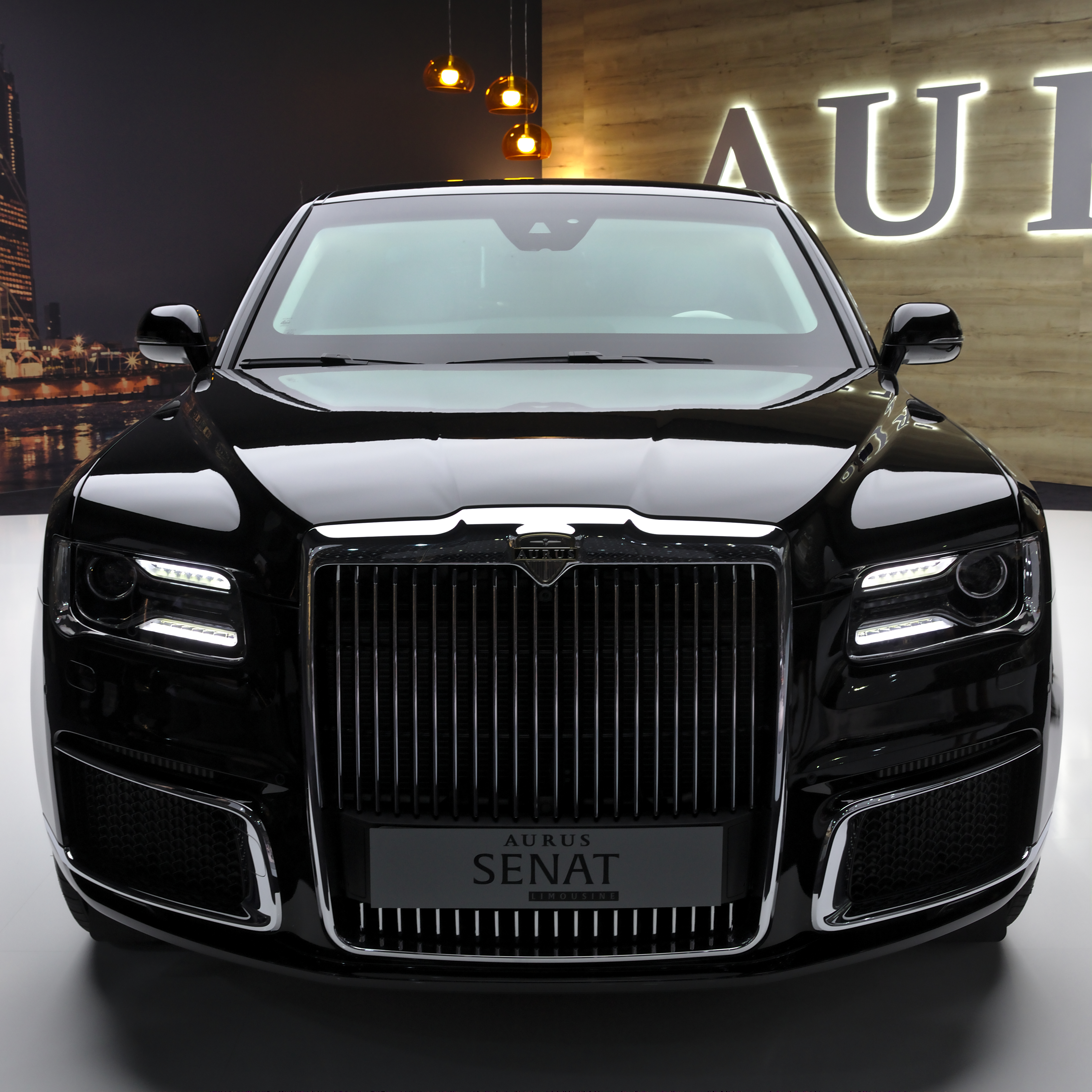
نمای روبرو
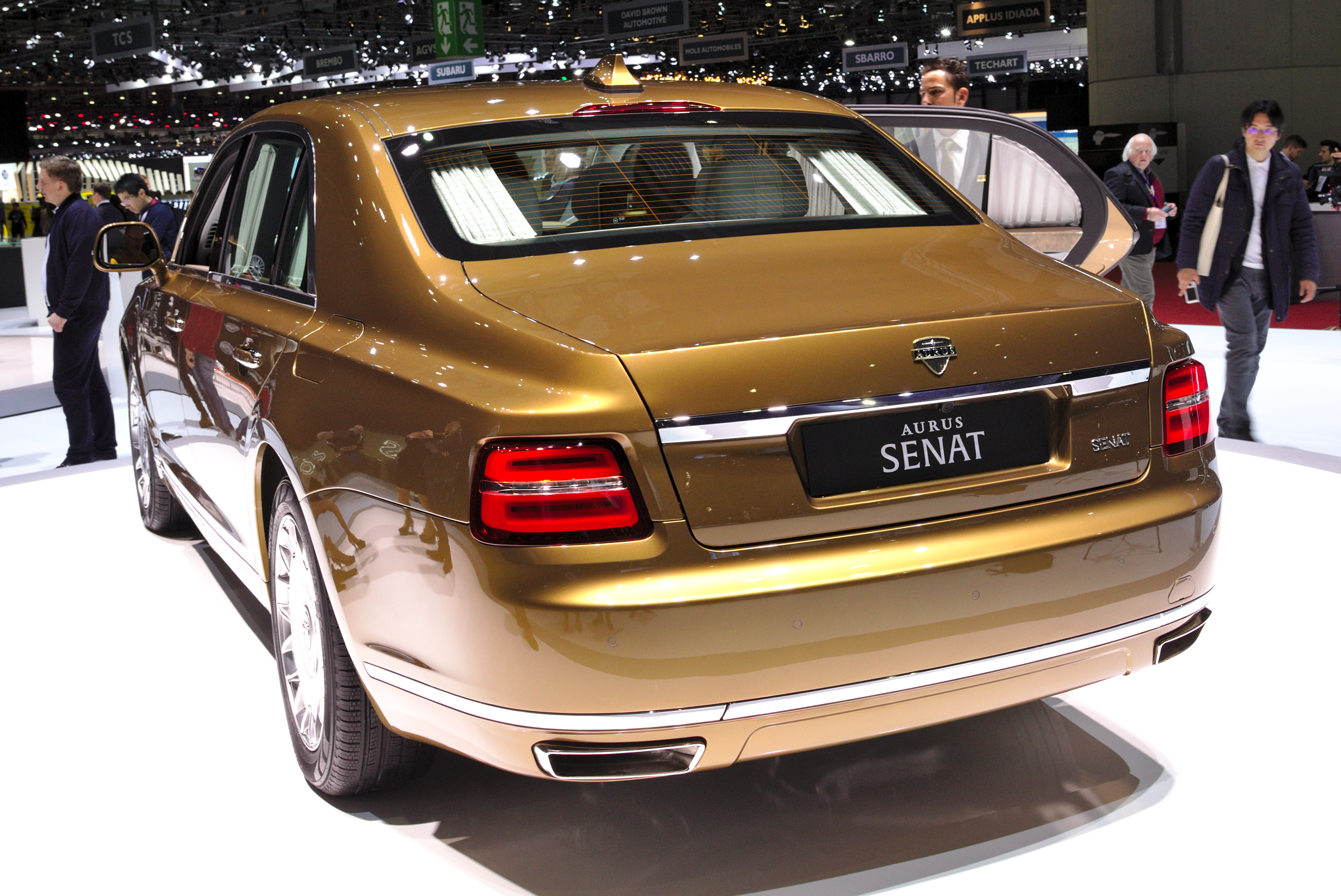
نمای پشت
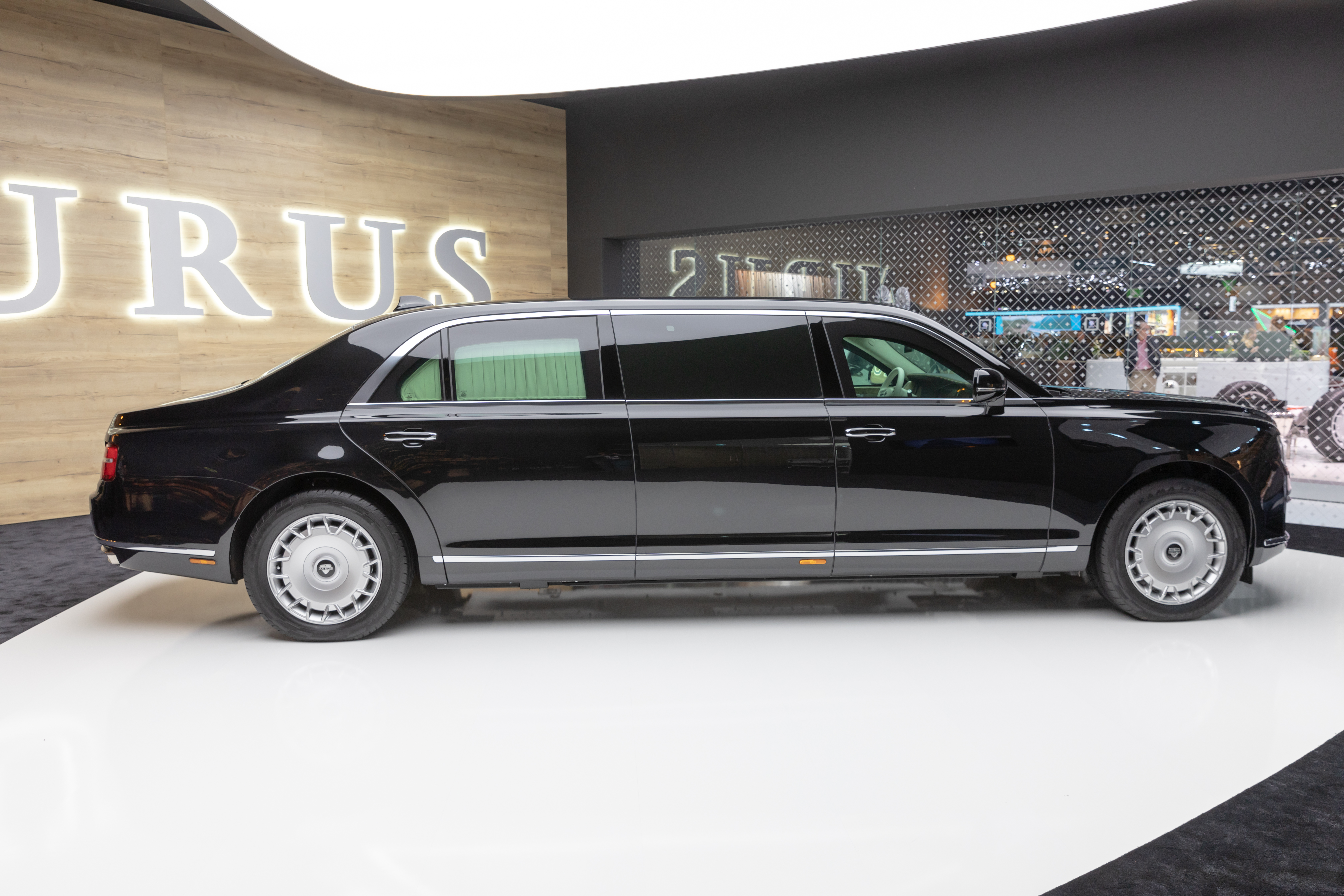
لیموزین آئوروس سنات
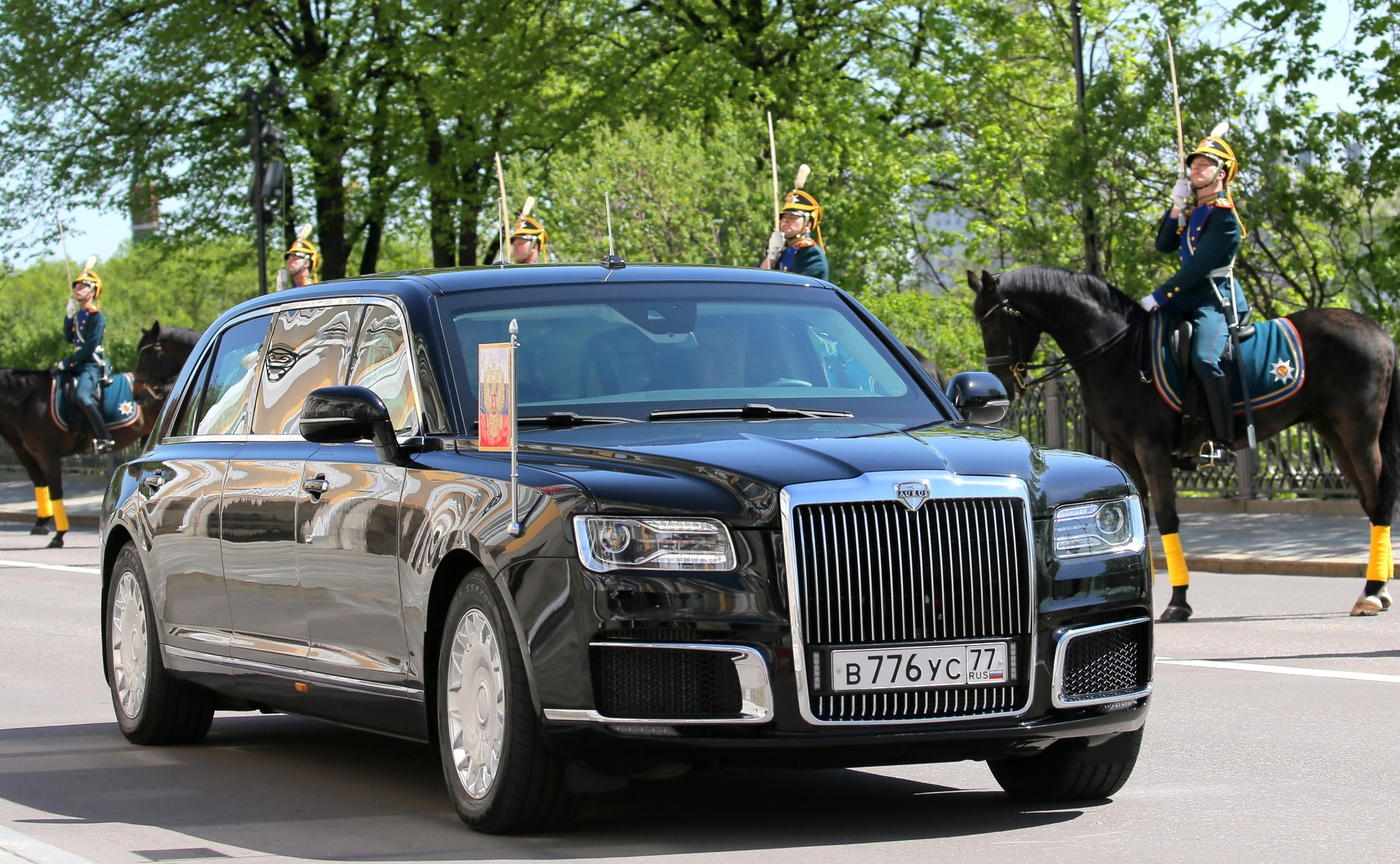
لیموزین ریاست جمهوری روسیه
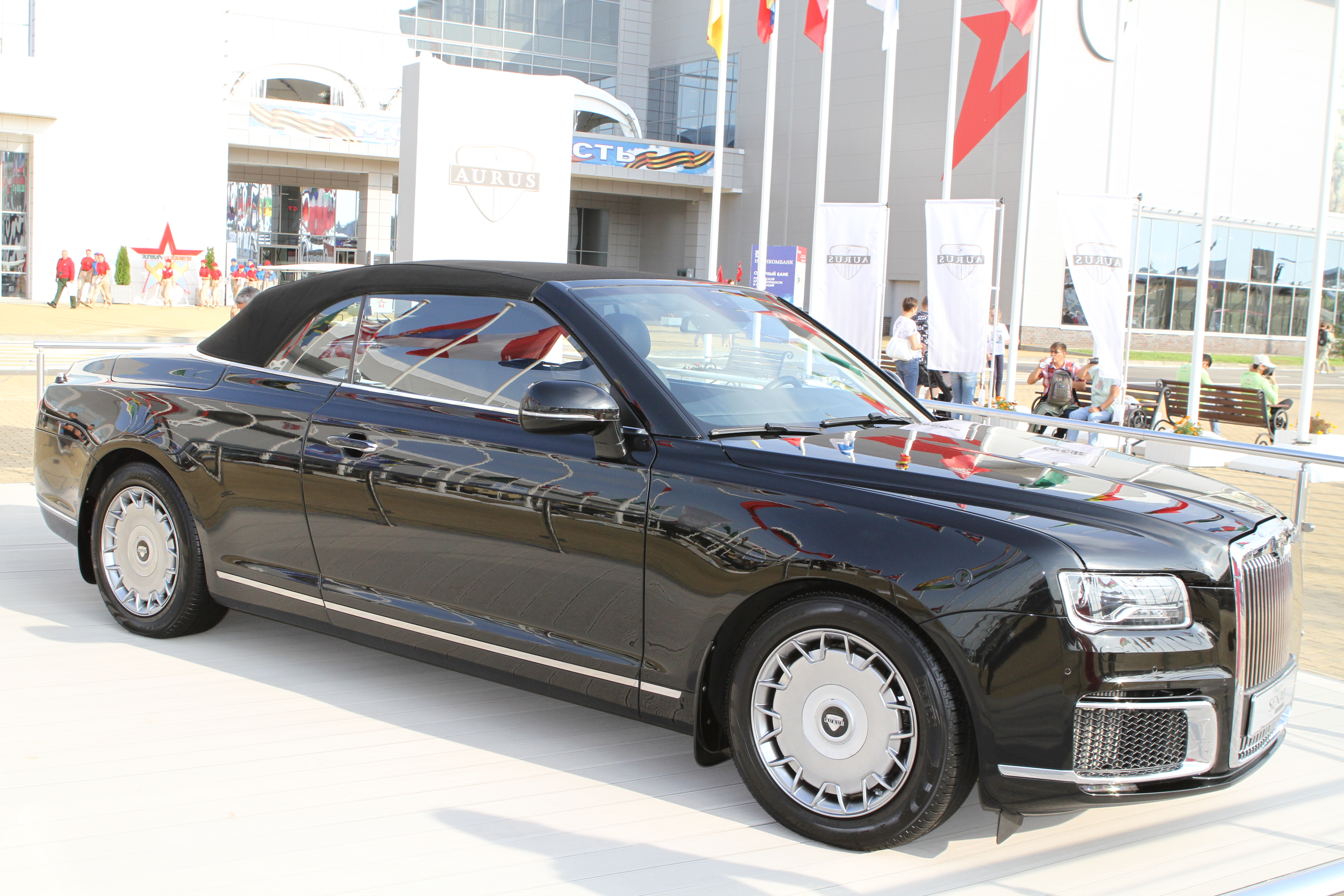
آئوروس سنات کروکی
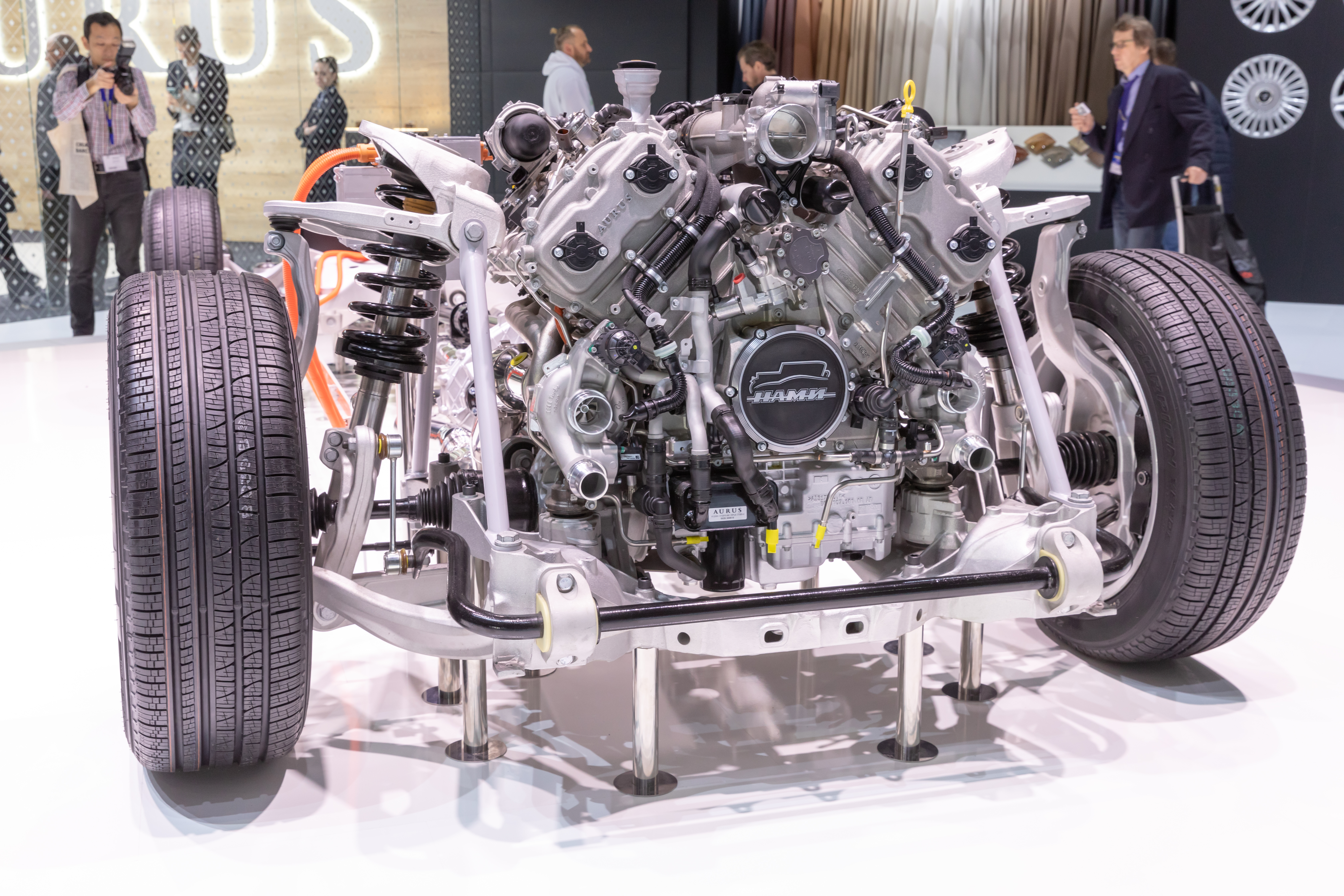
موتور
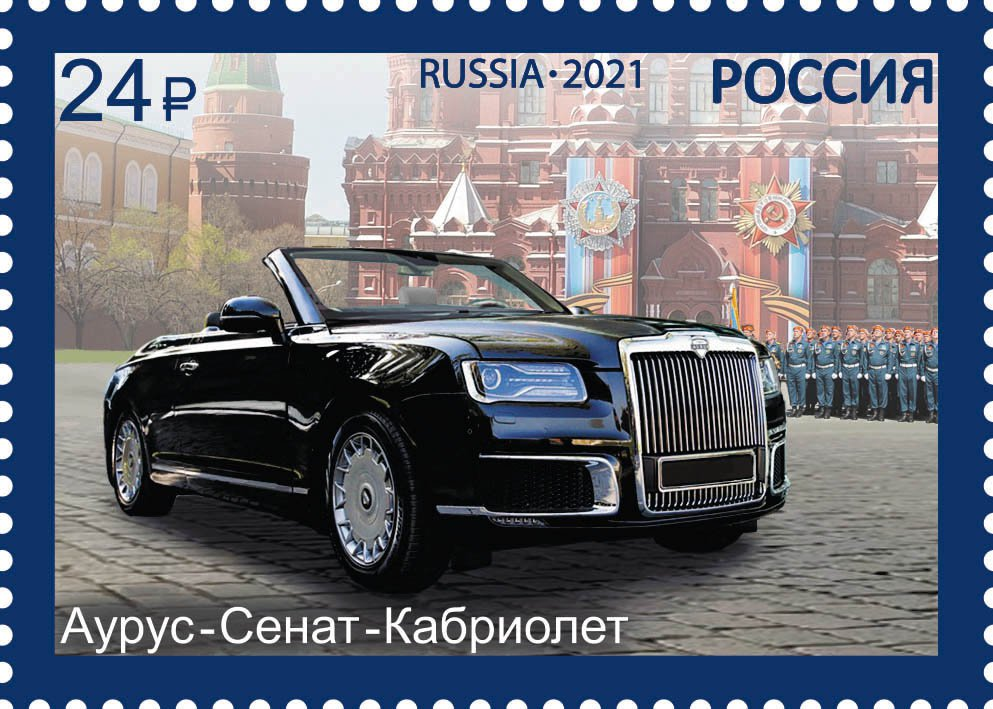
تمبر پستی با عکس آئوروس سنات کروکی